# Graicha
Graicha ist ein weilerartiger Ortsteil der Stadt Schmölln im Landkreis Altenburger Land in Thüringen.

## Lage
Graicha liegt wie Wildenbörten im Zeitzer-Schmöllner-Lösshügelland, einem Ausläufer der Leipziger Tieflandbucht. Verkehrsmäßig besteht Anschluss über die Landes- und Bundesstraße. In Graicha entspringt bei 265 m Höhe ü. NN die Blaue Flut, ein Zufluss der Pleiße.

## Geschichte
Am 24. September 1140 wurde der Weiler erstmals urkundlich erwähnt. Graicha gehörte zum wettinischen Amt Altenburg, welches ab dem 16. Jahrhundert aufgrund mehrerer Teilungen im Lauf seines Bestehens unter der Hoheit folgender Ernestinischer Herzogtümer stand: Herzogtum Sachsen (1554 bis 1572), Herzogtum Sachsen-Weimar (1572 bis 1603), Herzogtum Sachsen-Altenburg (1603 bis 1672), Herzogtum Sachsen-Gotha-Altenburg (1672 bis 1826). Bei der Neuordnung der Ernestinischen Herzogtümer im Jahr 1826 kam der Ort wiederum zum Herzogtum Sachsen-Altenburg.
Nach der Verwaltungsreform im Herzogtum gehörte Graicha bezüglich der Verwaltung zum Ostkreis (bis 1900) bzw. zum Landratsamt Ronneburg (ab 1900). Das Dorf gehörte ab 1918 zum Freistaat Sachsen-Altenburg, der 1920 im Land Thüringen aufging. 1922 kam es zum Landkreis Altenburg.
Der Weiler Graicha wurde am 1. Juli 1950 nach Wildenbörten eingemeindet. Bei der zweiten Kreisreform in der DDR wurden 1952 die bestehenden Länder aufgelöst und die Landkreise neu zugeschnitten. Somit kam Graicha als Ortsteil der Gemeinde Wildenbörten mit dem Kreis Schmölln an den Bezirk Leipzig; jener gehörte seit 1990 als Landkreis Schmölln zu Thüringen und ging bei der thüringischen Kreisreform 1994 im Landkreis Altenburger Land auf. Im Jahr 2016 lebten in dem Ort 15 Personen. Durch die Eingliederung der Gemeinde Wildenbörten in die Stadt Schmölln gehört der Ort seit dem 1. Januar 2019 zu Schmölln.